# Jever
Jever é uma cidade da Alemanha, situada no distrito de Friesland, estado da Baixa Saxônia.
A cidade é conhecida pela marca de cerveja alemã homónima, uma cerveja tradicional sendo produzida desde 1848 pela empresa Friesischen Brauhaus zu Jever.